# Naturschutzgebiete Steverquelle

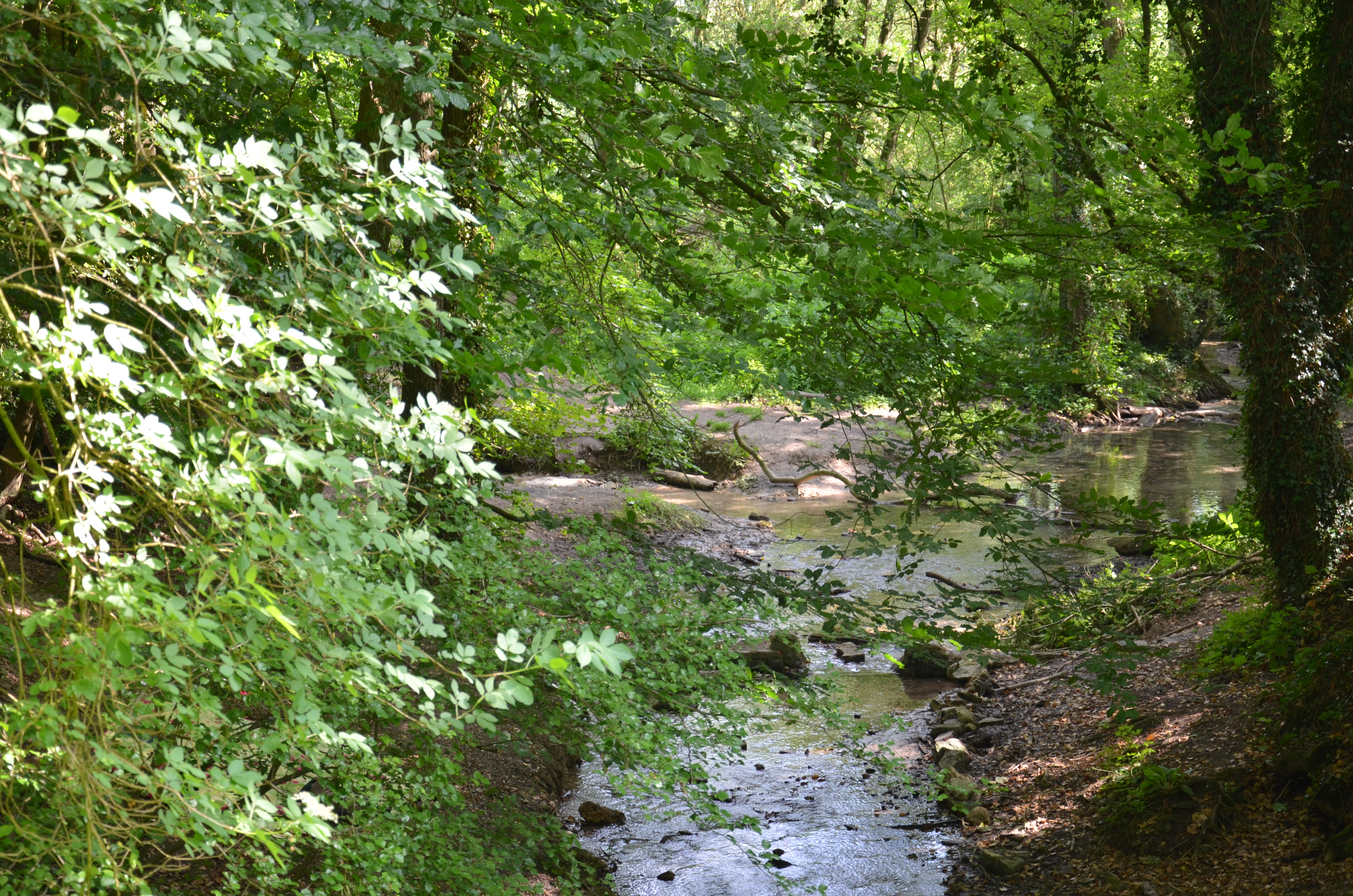
Grundquelle der Stever mit bachbegleitendem Wald

Die Naturschutzgebiete Steverquelle, genauer Stever (Nord) und Stever (Süd), liegen am Oberlauf der Stever nordwestlich und südöstlich der zu Nottuln gehörenden Bauerschaft Stevern. Die Naturschutzgebiete sollen den tief eingeschnittenen, wenig begradigten und natürlich bewachsenen Quellbachlauf schützen.

## Stever (Nord)

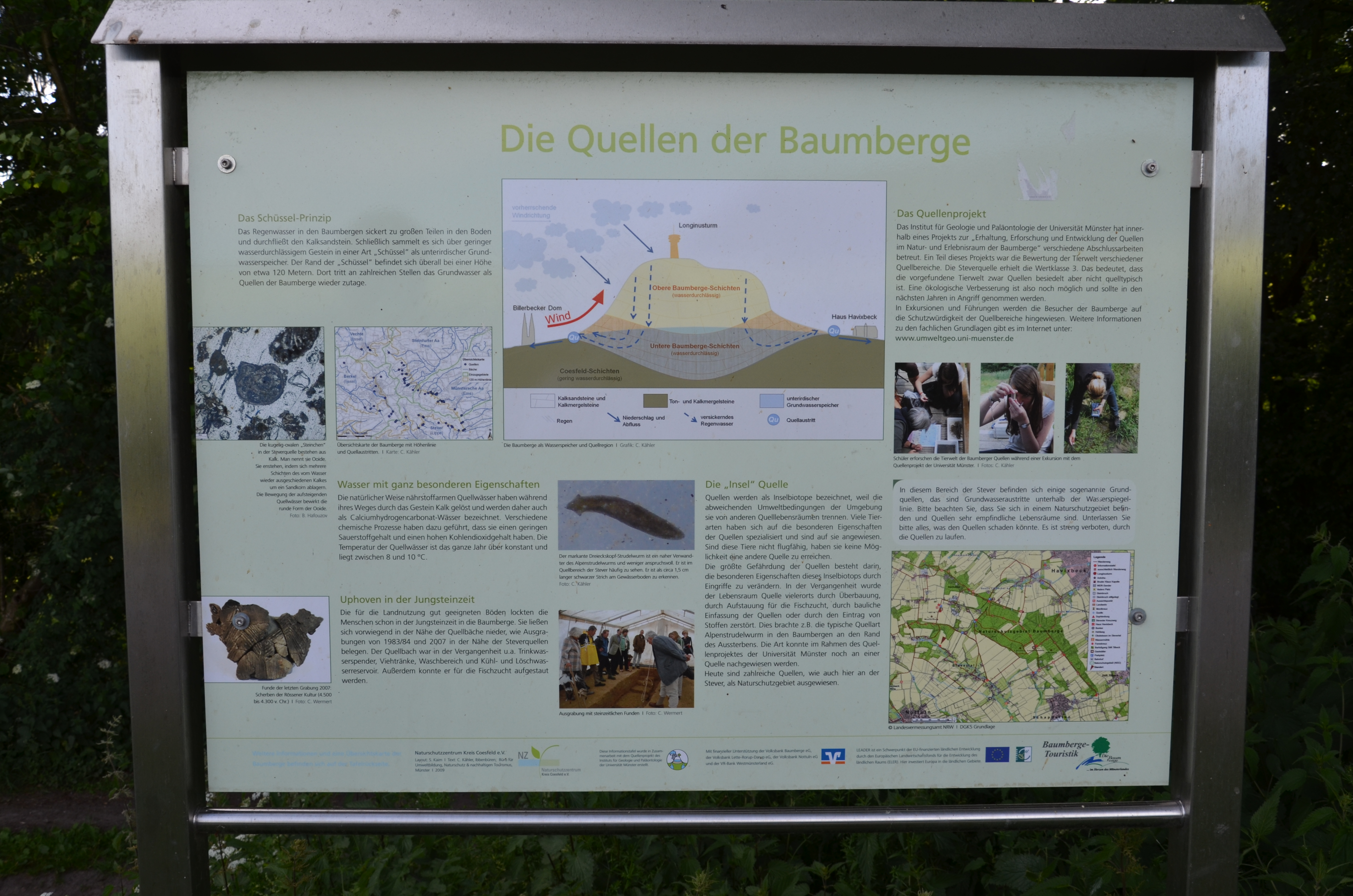
Infotafel nahe einer der Grundquellen

Das 13,9 Hektar große Gebiet mit der Kennung COE-014 geht vom anthropogen geprägten, stickstoffreichen und dicht mit Wasserpflanzen bewachsenen Quellteich bis zur historischen Stiftsmühle und umfasst dabei circa 1.500 Meter Bachlauf sowie die angrenzenden Feuchtwiesen rechts und links bis zu einer Breite von 250 Metern. Die Stever wird zusätzlich noch aus mehreren stark schüttenden Grundquellen und Sickerstellen gespeist. Sie verläuft größtenteils an der Grenze zwischen Wald und Weideland und ist mit großen, zum Teil mehrstämmigen Uferbäumen wie Erlen und Weiden bewachsen. Die Ufer sind moosreich, die Wiesen feucht und stellenweise mit Großseggenried durchsetzt. Außerdem kommen dort die Echte Brunnenkresse und Sumpfdotterblumen in der feuchten Hochstaudenflur vor.
Die Westfälische Wilhelms-Universität in Münster hat mit ihrem Institut für Geologie und Paläontologie mehrere Abschlussarbeiten zum Thema „Erhaltung, Erforschung und Entwicklung der Quellen im Natur- und Erlebnisraum der Baumberge“ betreut. Dabei wurde zum Beispiel die Steverquelle in die Wertklasse 3 (vorgefundene Tierwelt besiedelt Quellen ist aber nicht typisch für Quellen) eingestuft und die Herkunft des Wassers der Steverquelle geklärt, nämlich direkt vom Westerberg.
In den Quellen wurde 2007 die vom Aussterben bedrohte Köcherfliege entdeckt.

## Stever (Süd)
Das 23,8 Hektar große, aus zwei Teilflächen bestehende Gebiet mit der Kennung COE-071 beginnt hinter dem Siedlungsschwerpunkt "Stevertal" an der L 842 und schützt circa 2.300 Meter des Fließgewässers mit bis zu 200 Meter breiten Randzonen bis zur Bauerschaft "Heller". Der Bach weist hier längere begradigte Strecken und teilweise unbewachsene Uferzonen auf. Trotzdem finden sich viele naturnahe Elemente wie unterspülte Gehölze, alte Silberweiden und Flutrasengesellschaften.

## Beschreibung
Der Großteil der beiden Naturschutzgebiete wird im Rahmen des Vertragsnaturschutzes nur extensiv genutzt.
Man findet in den Gebieten folgende Biotoptypen:
- naturnahe Fließgewässer
- Quellen
- Feuchtgrünländer
- Ufer- und Feldgehölze

Die Naturschutzgebiete wurden nicht nur zur Erhaltung von Lebensgemeinschaften und Biotopen der dort wildlebenden Tier- und Pflanzenarten und zur Sicherung des Naturhaushalts beziehungsweise zur Abwehr schädlicher Einwirkungen festgesetzt, sondern auch wegen der besonderen Eigenart und hervorragenden Schönheit dieses Landschaftsteiles und aus naturwissenschaftlichen sowie landes- und naturgeschichtlichen Gründen.